# Julius Weisbach

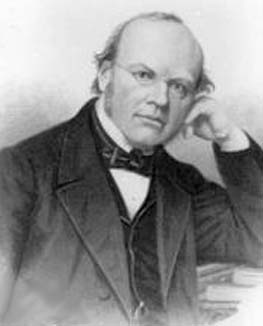
Julius Weisbach

Julius Ludwig Weisbach (Mittelschmiedeberg (nu gemeente Mildenau in het Ertsgebergte), 10 augustus 1806  -  Freiberg, 24 februari 1871) was een Duitse wiskundige en ingenieur.

## Leven en werk
Weisbach studeerde van 1822 - 1826 aan de Mijnbouwacademie in Freiberg. Daarna studeerde hij bij Carl Friedrich Gauss in Göttingen en bij Friedrich Mohs in Wenen. In 1831 keerde hij terug naar Freiberg, waar hij werkte als wiskundeleraar aan het plaatselijke Gymnasium. In 1833 werd hij leraar voor wiskunde en de theorie van bergmachines aan de Freiberge mijnbouwacademie. In 1836 werd hij gepromoveerd tot hoogleraar toegepaste wiskunde, mechanica, theorie van mijnbouw-machines en zogenaamde Markscheidekunst (ondergronds landmeten). Weisbach schreef een invloedrijk boek voor werktuigbouwkundestudenten, genaamd Lehrbuch der Ingenieur- und Maschinenmechanik, dat tussen 1845 en 1863 talloze malen is uitgebreid en herdrukt.[3]
Met zijn schrijven De monodimetrische en anisometrische projectiemethode is Weisbach een van de grondleggers van de orthogonale axonometrie. In 1840 ontwikkelde Weisbach tijdens het werken aan een geodetisch probleem de methode der orthogonale regressie.
In 1844 werkte Weisbach privé aan het inmeten van de Rothschönberger-tunnel. Met zijn theodoliet heeft hij het officiële meetwerk met het ophanggereedschap aanzienlijk aangevuld en verfijnd. In 1845 werkte hij aan de Darcy-Weisbach-vergelijking. Weisbach was betrokken bij de Europese graadmeting. Voor de landmetingen van het Koninkrijk Saksen vanaf 1862 werd hij samen met Christian August Nagel en Carl Christian Bruhns benoemd tot Saksische landmetercommissaris. Hij was voornamelijk verantwoordelijk voor het hypsometrische werk. Samen met Nagel verkende hij locaties voor observatiestations van het triangulatienetwerk. Vanaf 1864 werd hij belast met algemene commissietaken, het inmeten van de Grossenhainer basislijn, inclusief een schaalvergelijking en het bouwen van merktekens. Julius Weisbach ontving talrijke onderscheidingen, zoals de titel van Bergrat in 1856. In 1859 ontving hij eredoctoraat in de filosofie aan de Universiteit van Leipzig en in 1860 werd hij het eerste erelid van de Vereniging van Duitse Ingenieurs. Vanaf 1855 was hij corresponderend lid van de Russische Academie van Wetenschappen in Sint-Petersburg.  In 1868 werd hij verkozen tot buitenlands lid van de Koninklijke Zweedse Academie van Wetenschappen.
Zijn zoon, de mineraloog Albin Julius Weisbach, werkte ook vele jaren als professor aan de Mijnbouwacademie. Julius Weisbach stierf in 1871 aan een beroerte. Hij werd begraven in Freiberg.

## Geselecteerde publicaties
- Handbuch der Bergmaschinenmechanik (twee delen), Weidmann, Leipzig 1835/1836.
- Lehrbuch der Ingenieur- und Maschinen-Mechanik, Friedrich Vieweg & Sohn, Braunschweig 1846–1868.
  - Erster Theil: Theoretische Mechanik. 2. Auflage, 1850; Via Googe books
  - Zweiter Theil: Statik der Bauwerke und Mechanik der Umtriebsmaschinen. 2. Auflage. 1851;  Via Googe books
  - Dritter Theil: Die Zwischen- und Arbeitsmaschinen enthaltend. 1.–3. Auflage. 1860; Via Googe books
- Der Ingenieur. Sammlung von Tafeln, Formeln und Regeln. Friedrich Vieweg & Sohn, Braunschweig. 1. Auflage. 1848; Via Googe books
- Die neue Markscheidekunst und ihre Anwendung auf die Anlage des Rothschönberger Stollns bei Freiberg, Friedrich Vieweg & Sohn, Braunschweig 1851.
- Die Experimental-Hydraulik. Eine Anleitung zur Ausführung hydraulischer Versuche im Kleinen, nebst Beschreibung der hierzu nöthigen Apparate, J. G. Engelhardt, Freiberg 1855; Via Googe books
- Die monodimetrische und anisometrische Projectionsmethode. In: Polytechnische Mitteilungen von Volz und Karmarsch. deel 1. Tübingen 1844, Blz. 125–136
- Anleitung zum axonometrischen Zeichnen. J. G. Engelhardt, Freiberg 1857.
- Vorträge über mathematische Geographie, gehalten an der königlich sächsischen Bergakademie zu Freiberg. J. G. Engelhardt, Freiberg 1878, edoc.hu-berlin.de

- Bibsys: 2024303
- CiNii: DA03983741
- Gemeinsame Normdatei: 118630342
- International Standard Name Identifier: 0000 0001 2127 026X
- Library of Congress Control Number: n83234751
- Nationale Bibliotheek van Tsjechië: osa2016923067
- Nationale Bibliotheek van Israël: 987007276372905171
- Nationale Bibliotheek van Polen: a0000002475246
- Nederlandse Thesaurus van Auteursnamen: 166145718
- Istituto Centrale per il Catalogo Unico: UFIV130988
- SNAC: w6sn0s3c
- Système universitaire de documentation: 14268970X
- Virtual International Authority File: 32789689
- WorldCat: E39PBJdGHMywVWWfy6k4TrpwYP